# Teleskop Horyzontu Zdarzeń

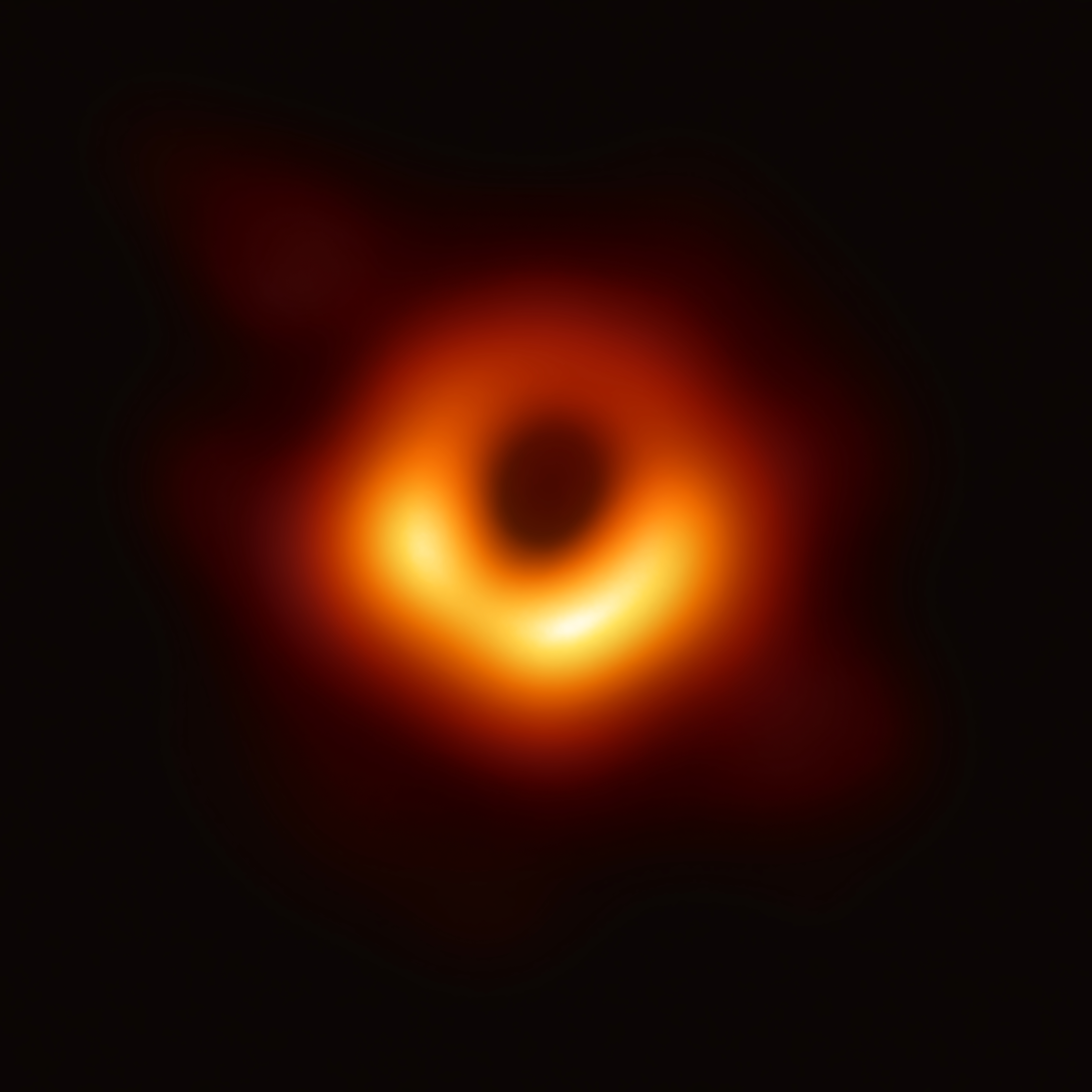
Obraz M87* w jądrze galaktyki Panny A, wykonany w ramach EHT (widoczny jest dysk akrecyjny czarnej dziury)

Teleskop Horyzontu Zdarzeń (ang. Event Horizon Telescope, EHT) – międzynarodowy program naukowy, którego zadaniem jest obserwacja przestrzeni kosmicznej znajdującej się w bezpośredniej bliskości czarnej dziury z rozdzielczością kątową porównywalną do rozmiarów horyzontu zdarzeń czarnej dziury.

## Badania
Celem obserwacji jest najbliższe otoczenie dwóch supermasywnych czarnych dziur znajdujących się w centrach galaktyk – położonej w galaktyce Panna A czarnej dziury M87* i znajdującej się w Drodze Mlecznej czarnej dziury Sagittarius A*. Sagittarius A* jest przynajmniej 30 razy większa od Słońca, ale widziana z Ziemi ma rozmiary kątowe takie same jak pomarańcza na Księżycu oglądana z Ziemi. Obserwacje tak niewielkiego obiektu w zakresie fal milimetrowych i submilimetrowych wymagają niespotykanej jak dotąd precyzji i koordynacji obserwacji.
10 kwietnia 2019 zespół programu opublikował pierwsze w historii zdjęcie czarnej dziury, położonej w centrum galaktyki M87.

## Cele programu
Program ma następujące cele naukowe:
- Weryfikacja niektórych założeń ogólnej teorii względności (OTW). Według OTW horyzont czarnej dziury rzuca okrągły „cień” na otaczającą czarną dziurę plazmę. Naukowcy mają nadzieję sfotografować ten „cień” i wyznaczyć masę czarnej dziury.
- Lepsze zrozumienie procesu akrecji materii wokół czarnej dziury.
- Lepsze zrozumienie procesu powstawania i kolimacji dżetów powstających wokół czarnej dziury[1].

## Sieć radioteleskopów
W programie bierze udział szereg radioteleskopów z całego świata pracujących na falach milimetrowych i submilimetrowych przy pomocy techniki znanej jako interferometria wielkobazowa. Do 2017 roku w programie brały udział następujące obserwatoria i radioteleskopy:
- Arizona Radio Observatory/Submillimeter-wave Astronomy (ARO/SMT)
- Atacama Pathfinder EXperiment (APEX)
- IRAM 30m telescope
- James Clerk Maxwell Telescope (JCMT)
- Large Millimeter Telescope (LMT)
- Submillimeter Array (SMA)
- Atacama Large Millimeter/submillimeter Array (ALMA)
- South Pole Telescope

W latach 2018–2020 do sieci dołączyły:
- Greenland Telescope
- IRAM NOEMA Observatory
- Kitt Peak National Observatory (KPNO)